# Otomys
Otomys és un gènere de rosegadors de la tribu dels otominis que viuen des d'Etiòpia fins a Angola i Sud-àfrica, amb poblacions aïllades (O. occidentalis i O. burtoni) al sud-est de Nigèria i l'oest del Camerun. Tot i que el gènere sovint és classificat en el si de la subfamília Otomyinae, estudis genètics han indicat que el seu parent més proper és més aviat alguns membres dels murins, com ara Arvicanthis i Dasymys. Els seus parents propers Parotomys i Myotomys també són classificats com a Otomys per alguns autors. El gènere fòssil Euryotomys forma una transició entre Otomys i els murins. Els fòssils més antics daten del Pliocè superior de Sud-àfrica.
Són rosegadors compactes, amb la cara, les potes i la cua curtes. Mengen herbes, llavors, arrels i fulles. La llargada de cap a gropa és d'entre 12 i 22 cm, la llargada de la cua d'entre 8 i 12 cm i el pes d'entre 90 i 260 grams. La majoria d'espècies viuen en zones herbàcies, sabanes i aiguamolls.

## Taxonomia
El gènere conté les següents espècies:
- O. anchietae
- O. angoniensis
- O. barbouri
- O. burtoni
- O. cheesmani
- O. cuanzensis
- O. dartmouthi
- O. denti
- O. irroratus
- O. jacksoni
- O. lacustris
- O. laminatus
- O. maximus
- O. occidentalis
- O. orestes
- O. saundersiae
- O. simiensis
- O. tropicalis
- O. typus
- O. uzungwensis
- O. yaldeni